# Брейслак (лунный кратер)
Кратер Брейслак (лат. Breislak) — крупный ударный кратер, находящийся в южной материковой части видимой стороны Луны. Название присвоено в честь итальянского геолога немецкого происхождения Сципиона Брейслака (1748—1826) и утверждено Международным астрономическим союзом в 1935 году.

## Описание кратера
Ближайшими соседями кратера являются крупный кратер Клеро на западе; древний кратер Бароцци на севере; кратер Иделер на востоке-юго-востоке и крупный кратер Бэкон на юге. Селенографические координаты центра кратера 48°19′ ю. ш. 18°19′ в. д. / 48,31° ю. ш. 18,31° в. д., диаметр 48,6 км, глубина 3,52 км.
Кратер значительно разрушен за время своего существования, вал кратера перекрыт многочисленными мелкими кратерами. Одним из таких кратеров прорезан зубец в юго-восточной части вала. В северной части внутреннего склона вала лежит небольшой кратер. Высота вала над окружающей местностью 1120 м, объем кратера составляет приблизительно 1900 км³.. Дно чаши кратера сравнительно ровное, отмечено множеством мелких кратеров.

## Сателлитные кратеры
| Брейслак | Координаты                                            | Диаметр, км |
| -------- | ----------------------------------------------------- | ----------- |
| A        | 47°01′ ю. ш. 17°21′ в. д. / 47,01° ю. ш. 17,35° в. д. | 6,7         |
| B        | 47°43′ ю. ш. 18°13′ в. д. / 47,72° ю. ш. 18,21° в. д. | 7,4         |
| C        | 48°58′ ю. ш. 18°51′ в. д. / 48,96° ю. ш. 18,85° в. д. | 5,3         |
| D        | 48°05′ ю. ш. 18°41′ в. д. / 48,09° ю. ш. 18,68° в. д. | 4,1         |
| E        | 47°52′ ю. ш. 19°05′ в. д. / 47,87° ю. ш. 19,08° в. д. | 7,6         |
| F        | 48°32′ ю. ш. 19°25′ в. д. / 48,53° ю. ш. 19,42° в. д. | 6,3         |
| G        | 47°00′ ю. ш. 19°12′ в. д. / 47° ю. ш. 19,2° в. д.     | 15,7        |